# Touch ID

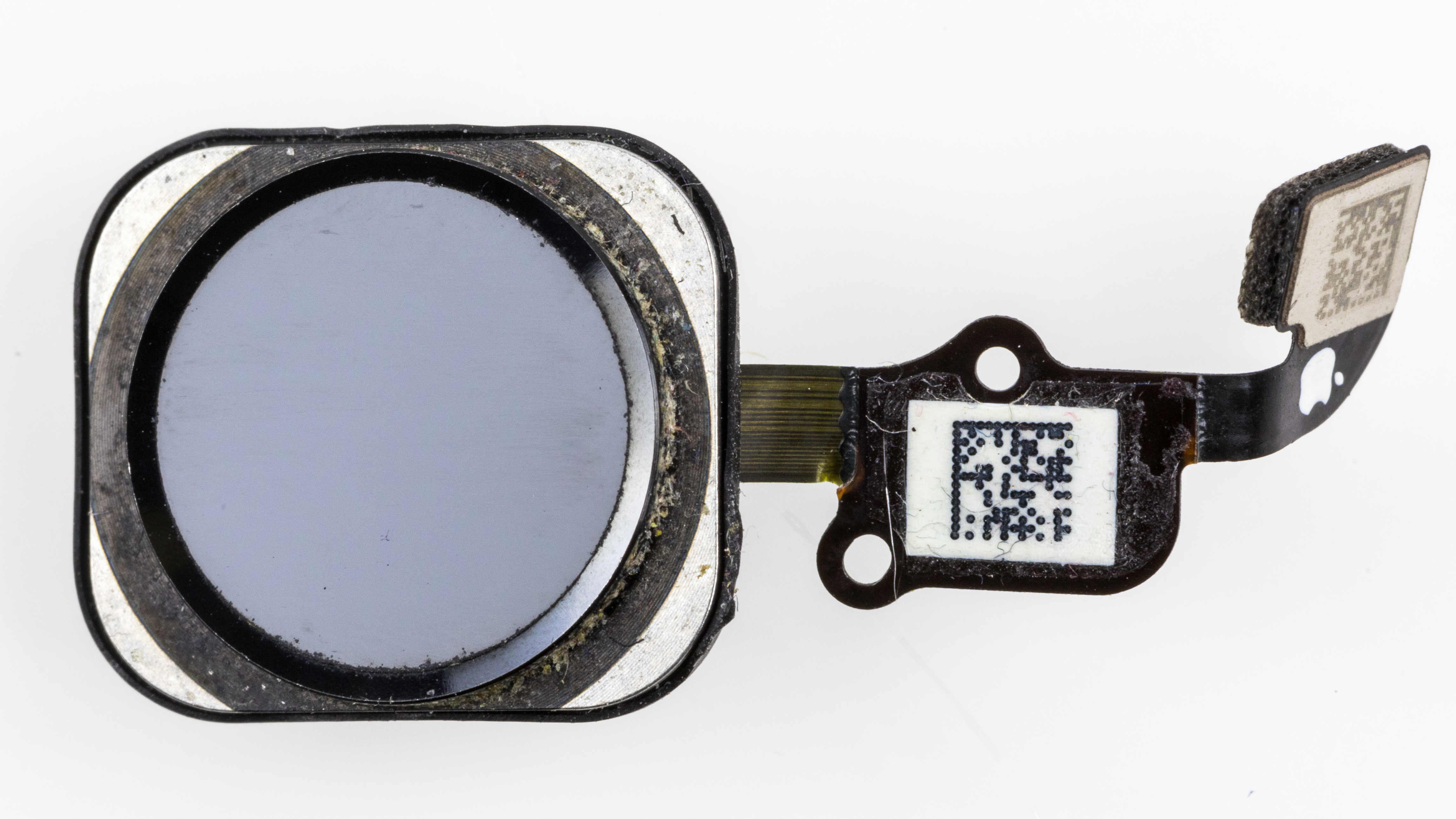
Touch ID, IPhone 6s

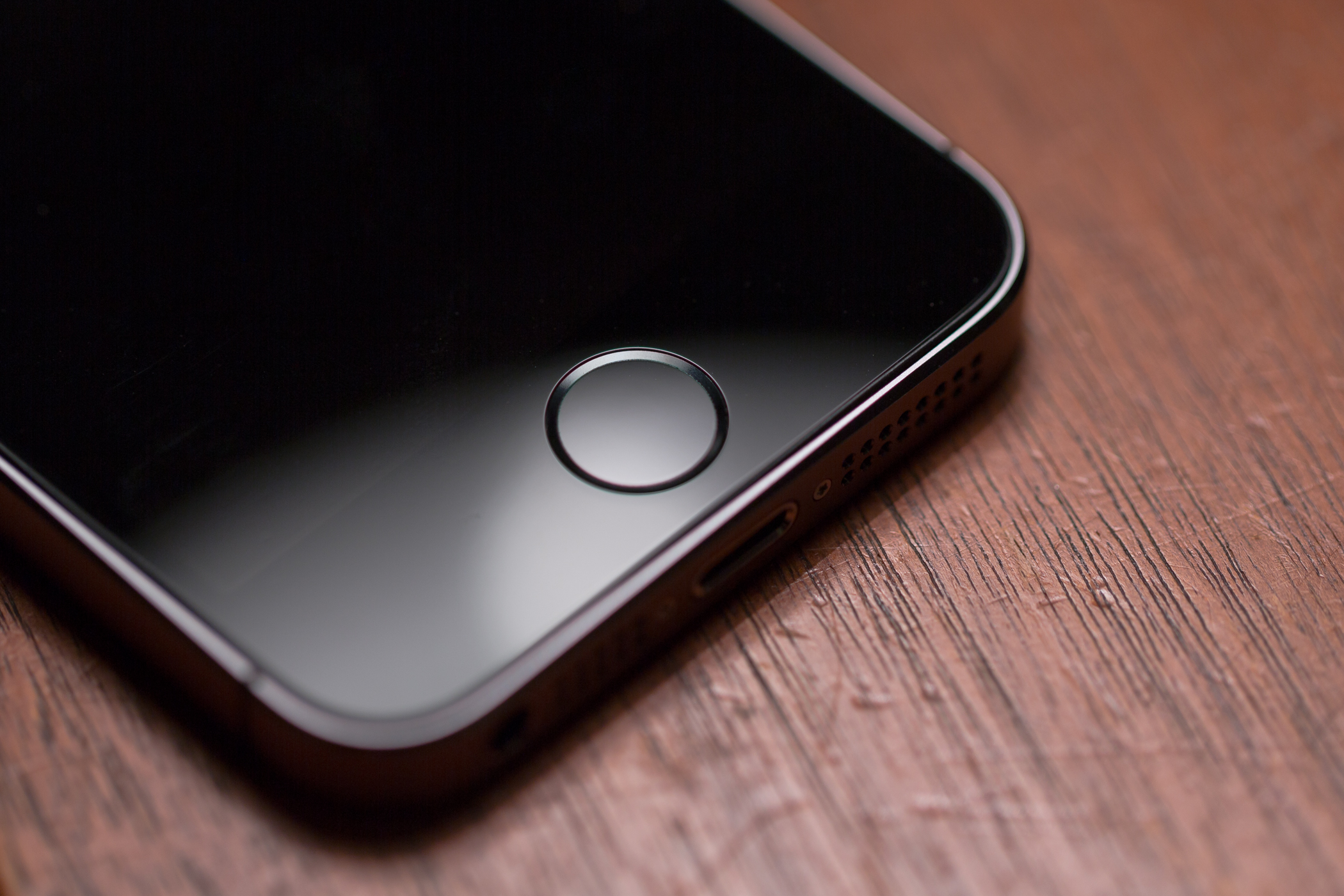
Botón Home en el iPhone 5S

TouchID es un sistema de reconocimiento de huellas dactilares, diseñado por Apple para los dispositivos de la familia iPhone y iPad. La función principal de Touch ID es el desbloqueo de los dispositivos Apple mediante el escaneo y reconocimiento biometrico de huellas dactilares, además de poder ser utilizado como un método seguro de autentificación en diversos servicios (como en iTunes Store, App Store e iBooks Store), compras y aplicaciones.
El dispositivo que incluyó por primera vez este sistema fue el iPhone 5S, lanzado a fines del año 2013.
Durante su presentación, se mencionó por parte de Apple que la información de la huellas dactilares sería almacenada localmente (en el propio dispositivo) dentro de un lugar seguro del SoC Apple A7 y posteriores, llamado Secure Enclave, en vez de ser almacenado remotamente en los servidores de Apple mediante iCloud.
En la WWDC de 2015 Apple presentó la segunda generación más rápida de este sistema, que se incorporaría en los modelos iPhone 6S y posteriores, excepto en el iPhone X de 2017. Por otro lado, también se empezó a incluir en los iPads a partir del iPad Air 2 y el Mini 3, ambos lanzados a principios del año 2015.

## Historia
El primer dispositivo móvil de gama común que tenía incorporado un escáner de huellas digitales fueron los Toshiba G500 y G900 en 2007. En 2012, Apple adquirió AuthenTec, una compañía dedicada al software de administración de lectura e identificación de huellas dactilares, por 356 millones de dólares.
El 10 de septiembre de 2013 fue presentado el iPhone 5s, el primer teléfono que incluyó el sistema Touch ID. El vicepresidente de marketing de Apple, Phil Schiller, anunció la función en el evento de medios de iPhone de Apple y pasó varios minutos (la mayor parte de la conferencia) enseñando la función.
Tras la presentación de Apple en 2013, otros fabricantes de teléfonos inteligentes incluyeron el escaneo de huellas digitales en sus teléfonos de gama alta durante 2014 y 2015, comenzando con el Samsung Galaxy S5. A partir de Android 6.0 (Android Marshmallow, lanzado en octubre de 2015), el soporte del escáner de huellas digitales está integrado en el sistema operativo, como Touch ID está en iOS.
Con la presentación del iPhone 6 y 6 Plus en un evento central el 9 de septiembre de 2014, Touch ID se expandió para no ser utilizado simplemente para desbloquear el dispositivo y autenticar las compras de la tienda de aplicaciones, sino también para autenticar Apple Pay. El iPhone 6s incorpora un sensor TouchID de segunda generación que es hasta el doble de rápido que el sensor de primera generación que se encuentra en los teléfonos 5s, 6, SE y 6 Plus. A partir de septiembre de 2017, los dispositivos iPhone 6s, 6S Plus, 7, 7 Plus, 8, 8 Plus, 2016 y 2017 MacBook Pro y iPad Pro 10.5 y 12.9 (segunda generación) son los dispositivos Apple que utilizan el sensor de segunda generación.

## Tecnología utilizada
TouchID se encuentra localizado en el lugar del botón Home, el cual está fabricado de cristal de zafiro (uno de los materiales más transparentes y resistentes que existen) cortado con láser. El uso de zafiro para crear el cristal está pensado para prevenir y proteger la degradación del sensor por ralladuras (lo que provocaría un mal funcionamiento del sistema de escaneo) y actuar como lente para enfocarlo de forma precisa sobre tu huella. En iPhone y iPad, el anillo de acero que rodea al botón detecta tu huella e indica a TouchID que comience a leerla.
El sensor tiene un grosor de 170 µm con 500ppp de resolución y utiliza una tecnología táctil capacitiva avanzada para obtener una imagen de alta resolución de la huella a partir de pequeñas secciones de las capas subepidérmicas del usuario. De este modo, TouchID analiza de forma inteligente esta información con un nivel de detalle y precisión increíbles, aunque el usuario coloque su dedo orientándolo a cualquier dirección. Posteriormente, clasifica la huella en uno de los tres tipos básicos: arco, bucle o espiral. Además, identifica detalles individuales de las crestas más pequeños de lo que el ojo humano puede ver e incluso inspecciona variaciones menores en la dirección de las crestas provocadas por los poros y las estructuras de los bordes.
TouchID es capaz de leer varias huellas y de hacerlo en un ángulo de 360 grados. El sensor pasa una pequeña corriente a través del dedo para crear un "mapa de huellas dactilares" de la dermis del usuario. Se pueden almacenar hasta 5 mapas de huellas digitales en Secure Enclave. De este modo crea una representación matemática de la huella digital y la compara con los datos registrados para identificar la coincidencia y desbloquear el dispositivo. Solo se guarda la representación matemática de la huella digital, no las imágenes del dedo en sí. Con el tiempo, TouchID va actualizando gradualmente la representación matemática de las huellas registradas para mejorar su precisión a la ahora de la identificación.

### Secure Enclave
El chip del dispositivo incluye una arquitectura de seguridad avanzada llamada Secure Enclave, desarrollada para proteger la información relacionada con el código y la huella digital. Touch ID no almacena imágenes de la huella, en su lugar, solo utiliza una representación matemática. Así, es imposible que alguien pueda rediseñar la imagen de huella digital a partir de estos datos almacenados.
Los datos de las huellas se cifran de forma autónoma, se almacenan en el dispositivo y se protegen mediante una clave que solo se encuentra disponible para Secure Enclave. Estos datos solo los utiliza Secure Enclave para comprobar que la huella digital coincida con los datos dactiloscópicos registrados. Ni el sistema operativo del dispositivo ni las aplicaciones que ejecuta pueden acceder a ellos. Nunca se almacenan en los servidores de Apple, nunca se hace copia de seguridad de ellos en iCloud ni en ningún otro sitio y no pueden emplearse para realizar asociaciones con otras bases de datos de huellas digitales. Los datos de huellas digitales se almacenan en el Secure Enclave dentro de los SOC Apple A7, A8, A8X, A9, A9X, A10, A10X o A11 de los dispositivos iOS que tienen el sensor TouchID.

## Configuración
Para poder configurar TouchID en tu iPhone deberás crear un código previamente en el dispositivo, ya que en el caso de que no funcione TouchID en alguna ocasión, te pedirán el código. A continuación deberás hacer los pasos siguientes:
1. Asegurarte de que tanto el botón de inicio como tu dedo estén limpios y secos.
2. Pulsar Ajustes, ir a la opción Touch ID y código y, a continuación, introducir la contraseña que ya hemos creado antes de empezar.
3. Pulsar Añadir una huella y sujetar el dispositivo como de costumbre al tocar el botón de inicio.
4. Tocar el botón de inicio con el dedo, pero no presionando. Mantener el dedo en esa posición hasta que se sienta una rápida vibración o hasta que se te pida que levantes el dedo.
5. Siguir retirando y posando el dedo lentamente, modificando un poco la posición del dedo cada vez.
6. La pantalla siguiente pedirá que ajustes la huella. Por último, sujeta el dispositivo como lo harías para desbloquearlo y toca el botón de inicio con las zonas externas de la yema del dedo, en lugar de con la posición central que habrás escaneado antes.

Una vez hechos estos pasos, ya tendrás instalado en tu iPhone la opción de desbloquearlo mediante la lectura de tu huella dactilar, así como la opción de poder desbloquear el teléfono por un código (en el caso de que falle TouchID).

## Medidas de seguridad
Una de las más controversiales medidas que se usa para evitar perdida de datos por robo o similares es que el TouchID que se use en el iPhone solo será utilizado nada más para el dispositivo, como un TouchID único para un dispositivo único. Por ende un TouchID está totalmente ligado al SoC. Si un TouchID no es el que esta ligado al SoC, este no servirá y en la pantalla del dispositivo aparecerá un error sobre el TouchID.
Este fallo es bastante común debido a que, cuando se reemplaza la pantalla de un iPhone, este suele venir de un color diferente al del botón, por ende pierde estética pero aun conserva el funcionamiento.
Si el dispositivo del usuario se ha reiniciado o no se ha desbloqueado durante 48 horas, solo se puede usar la contraseña que el usuario creó, no su huella digital, para desbloquear el dispositivo o durante otros casos de uso específicos.

## Dispositivos

### Primera generación de Touch ID

#### iPhone
- iPhone 5s
- iPhone 6
- iPhone 6 Plus
- iPhone SE

#### iPad
- iPad Mini 3
- iPad Mini 4
- iPad Pro 12.9(1.ª Gen.)
- iPad Pro 9.7
- iPad 2017
- iPad (2018)
- iPad (2019)

### Segunda generación de com.google.android.googlequicksearchboxTouch ID

#### iPhone
- iPhone 6s
- iPhone 6s Plus
- iPhone 7
- iPhone 7 Plus
- iPhone 8
- iPhone 8 Plus
- iPhone SE (segunda generación)

#### iPad
- iPad Pro 10.5
- iPad Pro 12.9 (2.ª Gen.)
- iPad Mini 5

#### MacBook
- MacBook Pro 2017
- MacBook Air 2018